# Discografia di Federica Carta
La discografia di Federica Carta, cantautrice italiana, è costituita da due album in studio, un EP, venti singoli e altrettanti video musicali (inclusi quelli come artista ospite), pubblicati dal 2016 al 2023.

## Album in studio
| Anno | Titolo | Classifiche | Certificazioni | Unità          |
| Anno | Titolo | ITA         | Certificazioni | Unità          |
| ---- | --- | ----------- | -------------- | -------------- |
| 2017 | Federica - Pubblicato: 19 maggio 2017 - Etichetta: Universal Music Italia - Formati: CD, download digitale             | 3           | - ITA: Platino | - ITA: 50 000+ |
| 2018 | Molto più di un film - Pubblicato: 13 aprile 2018 - Etichetta: Universal Music Italia - Formati: CD, download digitale | 4           |                |                |

## Extended play
| Anno | Titolo | Classifiche |
| Anno | Titolo | ITA         |
| ---- | --- | ----------- |
| 2019 | Popcorn - Pubblicato: 15 febbraio 2019 - Etichetta: Universal Music Italia - Formati: CD, download digitale | 3           |

## Singoli

### Come artista principale
| Anno                                                         | Titolo                                      | Classifiche | Certificazioni       | Unità          | Album di provenienza             |
| Anno                                                         | Titolo                                      | ITA         | Certificazioni       | Unità          | Album di provenienza             |
| ------------------------------------------------------------ | ------------------------------------------- | ----------- | -------------------- | -------------- | -------------------------------- |
| 2016                                                         | Attraversando gli anni                      | 76          |                      |                | Federica                         |
| 2017                                                         | Ti avrei voluto dire                        | 72          | - ITA: Platino       | - ITA: 50 000+ | Federica                         |
| 2017                                                         | Dopotutto                                   | 29          | - ITA: Oro           | - ITA: 25 000+ | Federica                         |
| 2017                                                         | Forte e chiaro                              | —           |                      |                | Federica                         |
| 2018                                                         | Molto più di un film                        | —           | Molto più di un film |                |                                  |
| 2018                                                         | Sull'orlo di una crisi d'amore (con La Rua) | 73          | Molto più di un film |                |                                  |
| 2018                                                         | Tra noi è infinita                          | —           | Molto più di un film |                |                                  |
| 2018                                                         | Amarsi è una cosa normale                   | —           | Molto più di un film |                |                                  |
| 2019                                                         | Mondovisione                                | —           | Popcorn              |                |                                  |
| 2019                                                         | Senza farlo apposta (con Shade)             | 5           | - ITA: Platino       | - ITA: 50 000+ | Popcorn Truman (Sanremo Edition) |
| 2020                                                         | Bullshit                                    | —           |                      |                | /                                |
| 2020                                                         | Easy                                        | —           |                      |                | /                                |
| 2020                                                         | Morositas (feat. Random)                    | —           |                      |                | /                                |
| 2021                                                         | Mostro                                      | —           |                      |                | /                                |
| 2021                                                         | Tocca a me (con Mydrama)                    | —           |                      |                | /                                |
| 2022                                                         | Che mettevi sempre (con dile)               | —           |                      |                | /                                |
| 2023                                                         | Come Marilyn                                | —           |                      |                | /                                |
| 2023                                                         | Per sempre mai (con Shade)                  | —           | Diversamente triste  |                |                                  |
| "—" indica una pubblicazione non classificata in quel paese. |                                             |             |                      |                |                                  |

### Come artista ospite
| Anno                                                             | Titolo                                             | Classifiche | Certificazioni     | Unità           | Album di provenienza |
| Anno                                                             | Titolo                                             | ITA         | Certificazioni     | Unità           | Album di provenienza |
| ---------------------------------------------------------------- | -------------------------------------------------- | ----------- | ------------------ | --------------- | -------------------- |
| 2017                                                             | Irrangiungibile (Shade feat. Federica Carta)       | 2           | - ITA: Platino (3) | - ITA: 150 000+ | Truman               |
| 2020                                                             | Bella così (Chadia Rodríguez feat. Federica Carta) | 26          | - ITA: Oro         | - ITA: 35 000+  | /                    |
| "—" indica una pubblicazione che non classificata in quel paese. |                                                    |             |                    |                 |                      |

## Video musicali
| Anno | Titolo                         | Regista                              |
| ---- | ------------------------------ | ------------------------------------ |
| 2016 | Attraversando gli anni         | —                                    |
| 2017 | Ti avrei voluto dire           | —                                    |
| 2017 | Dopotutto                      | Marta Nannipieri                     |
| 2017 | Forte e chiaro                 | Giacomo Triglia                      |
| 2017 | Irrangiungibile                | Cristofer Stuppiello e Vito Ventura  |
| 2018 | Molto più di un film           | Cosimo Alemà                         |
| 2018 | Sull'orlo di una crisi d'amore | Cosimo Alemà                         |
| 2018 | Tra noi è infinita             | Matilde Composta e Lorenzo Invernici |
| 2018 | Amarsi è una cosa normale      | —                                    |
| 2019 | Mondovisione                   | Federico Cangianiello                |
| 2019 | Senza farlo apposta            | Marc Lucas e Igor Grbesic            |
| 2020 | Bullshit                       | Gianluigi Carella                    |
| 2020 | Easy                           | Gianluigi Carella                    |
| 2020 | Bella così                     | Fabrizio Conte                       |
| 2020 | Morositas                      | Gianluigi Carella                    |
| 2021 | Mostro                         | Priscilla Santinelli                 |
| 2021 | Tocca a me                     | Priscilla Santinelli                 |
| 2022 | Che mettevi sempre             | Andrea Fantini                       |
| 2023 | Come Marilyn                   | Sara Sabatino                        |
| 2023 | Per sempre mai                 | Federico Santaiti                    |